# Броматометрия
Броматометрия — метод окислительно-восстановительного титрования, основанный на реакции восстановления бромат-иона.

## Теория
Основной реакцией броматометрии является
{\displaystyle {\mathsf {BrO_{3}^{-}+6H^{+}+6e^{-}\rightarrow Br^{-}+3H_{2}O\ \ E_{BrO_{3}^{-}/Br^{-}}^{0}=1,4513\ B}}}
При появлении в растворе бромид-ионов в присутствии бромат-иона и катионов водорода начинается реакция:
{\displaystyle {\mathsf {BrO_{3}^{-}+5Br^{-}+6H^{+}\rightarrow 3Br_{2}+3H_{2}O}}}
В нейтральных растворах данная реакция не идёт. Выделяющийся элементный бром способен стехиометрически реагировать с органическими веществами без образования побочных продуктов.
В связи с этим броматометрия используется в двух типах анализа:
- Прямая реакция бромат-иона с восстановителем
- Реакция брома, образовавшегося при взаимодействии бромид- и бромат-ионов

Индикаторами в броматометрии служат азокрасители, например, метиловый оранжевый или метиловый красный,необратимо окисляющиеся бромат-ионами с образованием бесцветных продуктов. Также могут быть использованы некоторые индикаторы, способные обратимо изменять свой цвет, в частности, хинолиновый жёлтый, α-нафтофлавон, п-этоксихризоидин. Конец титрования определяют также по появлению бурой окраски выделяющегося брома, а также потенциометрическим или фотометрическим способом.

## Практика
Рабочим раствором в броматометрии является бромат калия, растворы которого готовят из точной навески. Эти растворы достаточно стабильны при хранении. При необходимости концентрацию бромат-ионов определяют иодометрическим титрованием. Иногда готовят нейтральные растворы с точно известной концентрацией KBrO3 и примерно пятикратно большей концентрацией KBr.
Броматометрическим титрованием определяют неорганические ионы, например, Sn(II), Cu(I), Tl(I), гидразин, пероксид водорода, а также Sb(III) и As(III):
{\displaystyle {\mathsf {3SbCl_{4}^{-}+BrO_{3}^{-}+6H^{+}+6Cl^{-}+\rightarrow 3SbCl_{6}^{-}+Br^{-}+3H_{2}O}}}
{\displaystyle {\mathsf {3HAsO_{2}+BrO_{3}^{-}+3H_{2}O\rightarrow 3H_{2}AsO_{4}^{-}+Br^{-}+3H^{+}}}}
Реакцию ведут в присутствии индикатора, исчезновение окраски которого свидетельствует об окончании титрования.
Броматометрическим титрованием определяют также органические вещества, например, фенол, крезол, анилин, резорцин, салициловую кислоту, ненасыщенные соединения. Например, фенолы определяют по реакции бромирования:
{\displaystyle {\mathsf {C_{6}H_{5}OH+3Br_{2}\rightarrow C_{6}H_{2}Br_{3}OH+3HBr}}}
Избыток бромат-иона определяют иодометрическим способом.
Прямым броматометрическим титрованием определяют тиомочевину, органические сульфиды, щавелевую кислоту.
Косвенным методом определяют содержание в растворах ионов Al, Mg, Mn(II), Ca, Ni, Co, Cu(II), Cd, Fe(III), La(III). Для этого эти ионы осаждают 8-гидроксихинолином в виде малорастворимых соединений, отделяют, растворяют в кислоте и оттитровывают образовавшийся 8-гидроксихинолин.